# Touba (Labé)
Pour les articles homonymes, voir Touba.
Touba ou (Touba Bagadadie) est une ville et une sous-préfecture de Guinée, rattachée à la préfecture de Mali et la région de Labé. 

## Population
En 2016, le nombre d'habitants est estimé à 20 037, à partir d'une extrapolation officielle du recensement de 2014 qui en avait dénombré 18 735.

### Districts

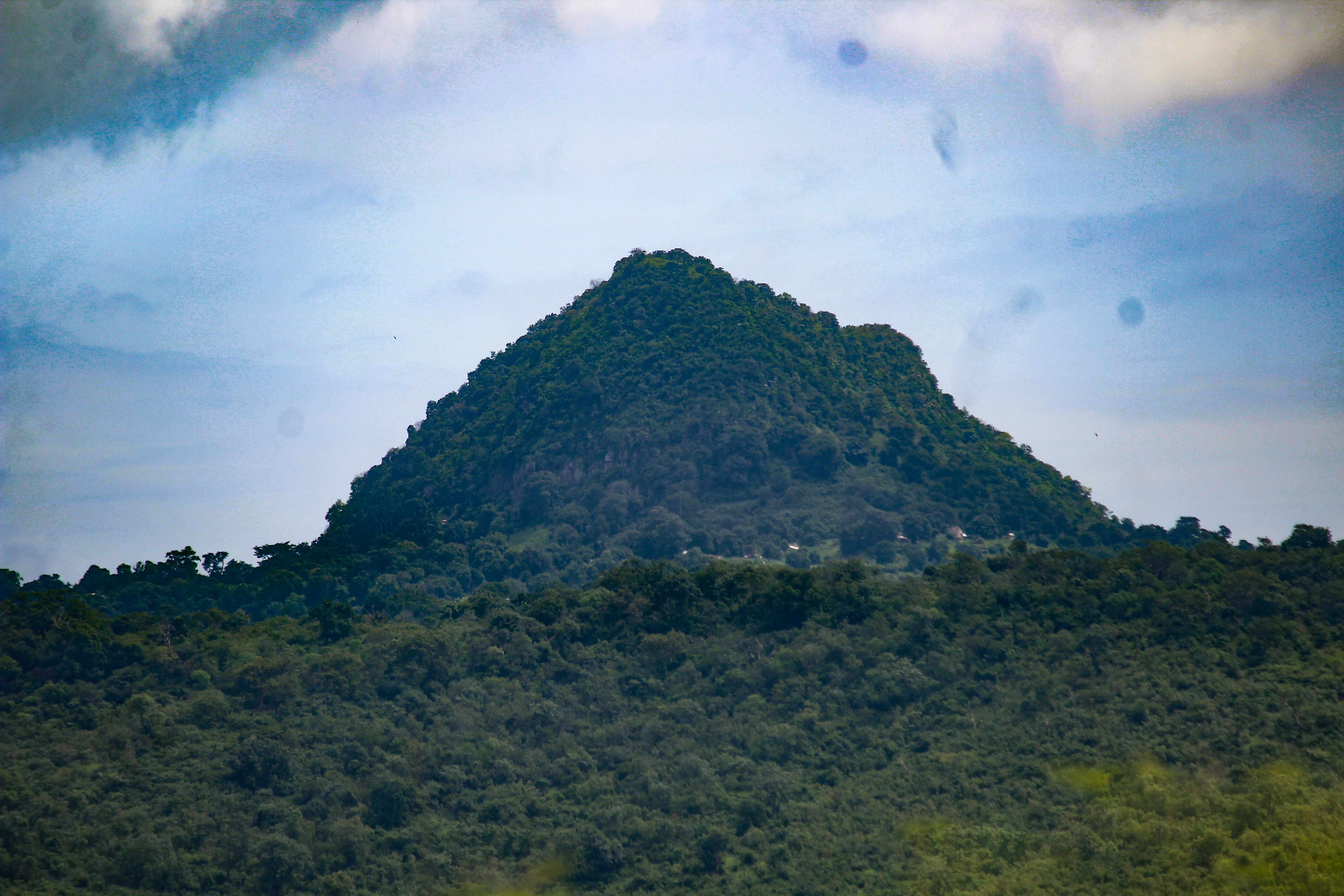

## Éducation

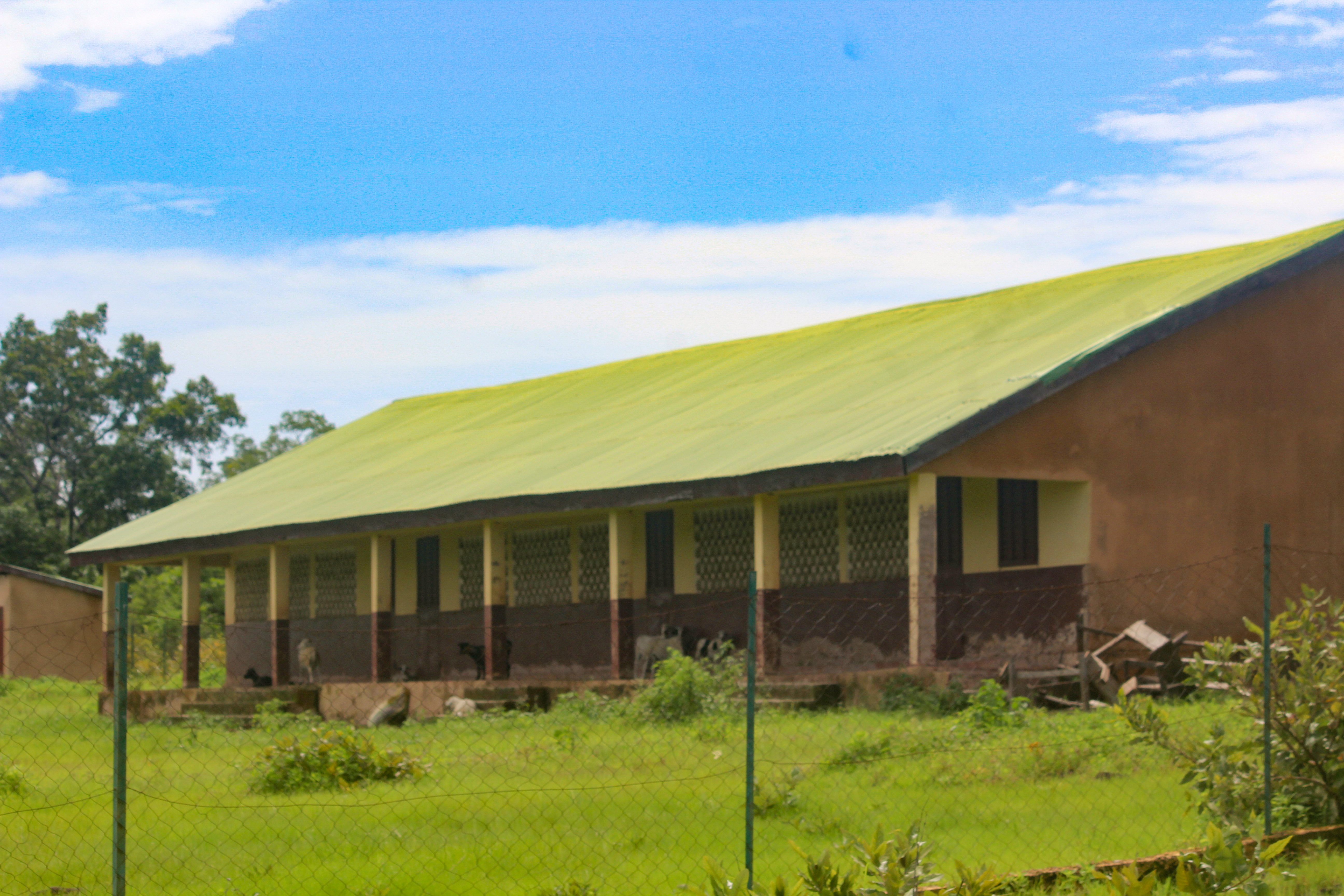

## Climat et Végétation

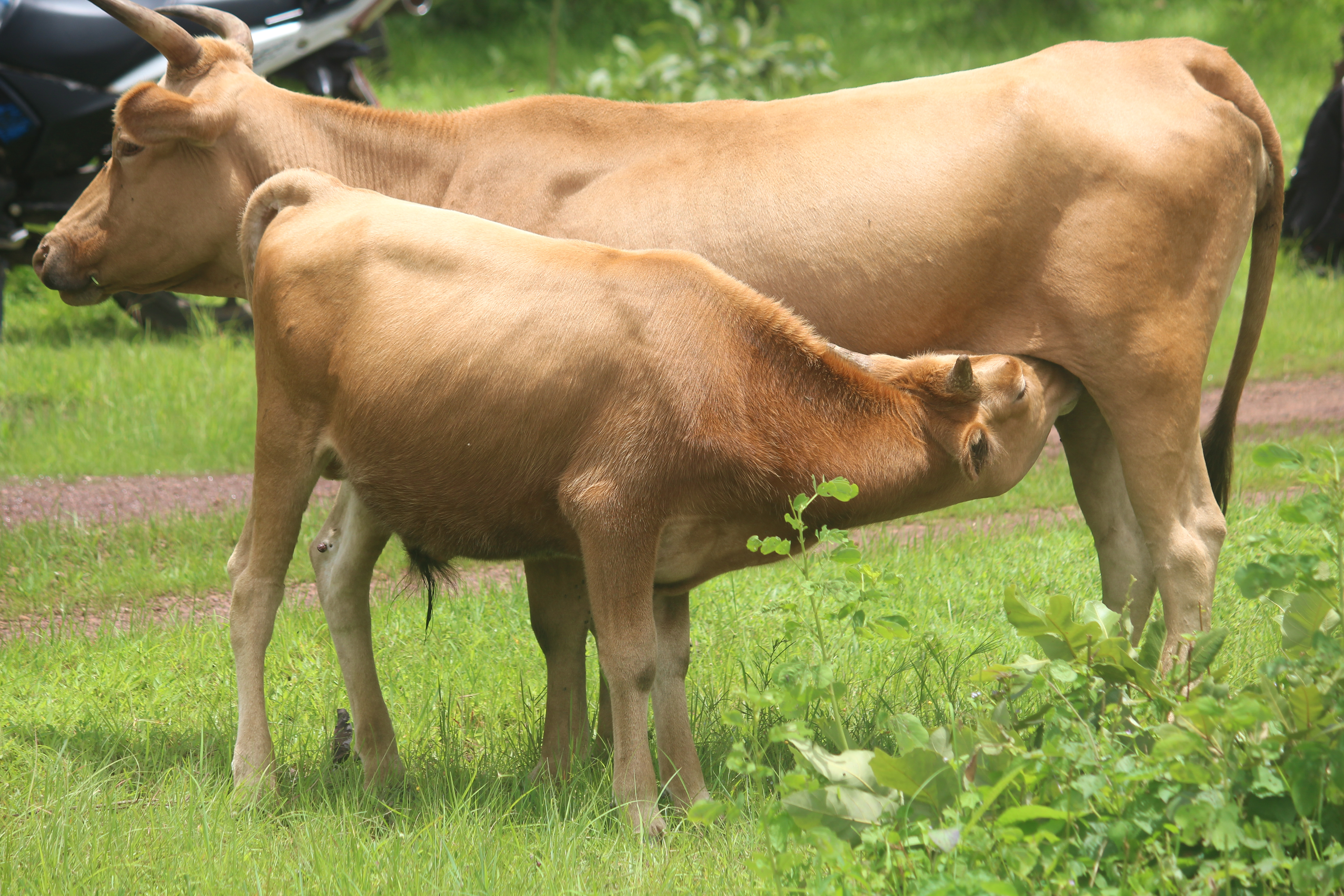

## Urbanisme

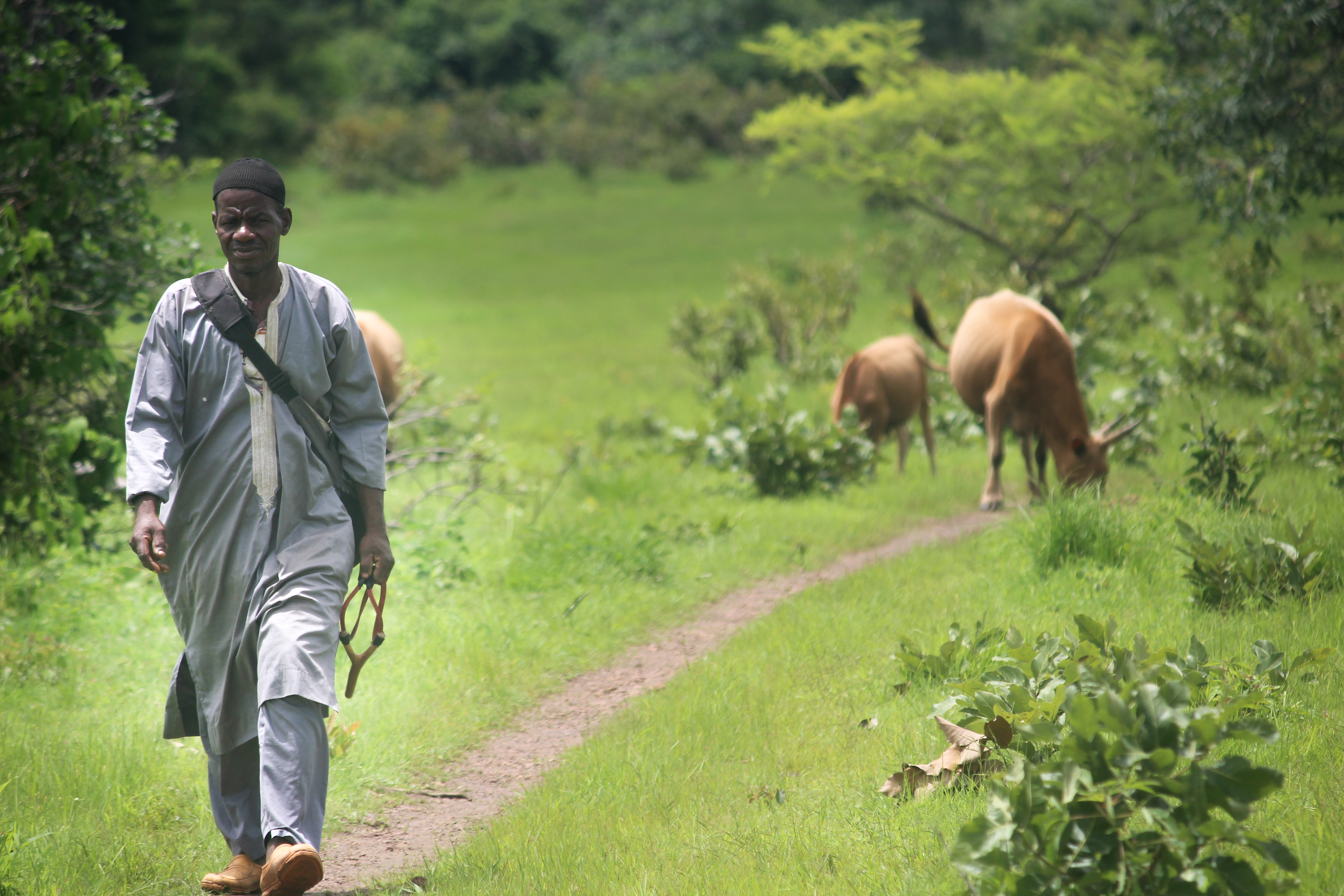

## Galerie

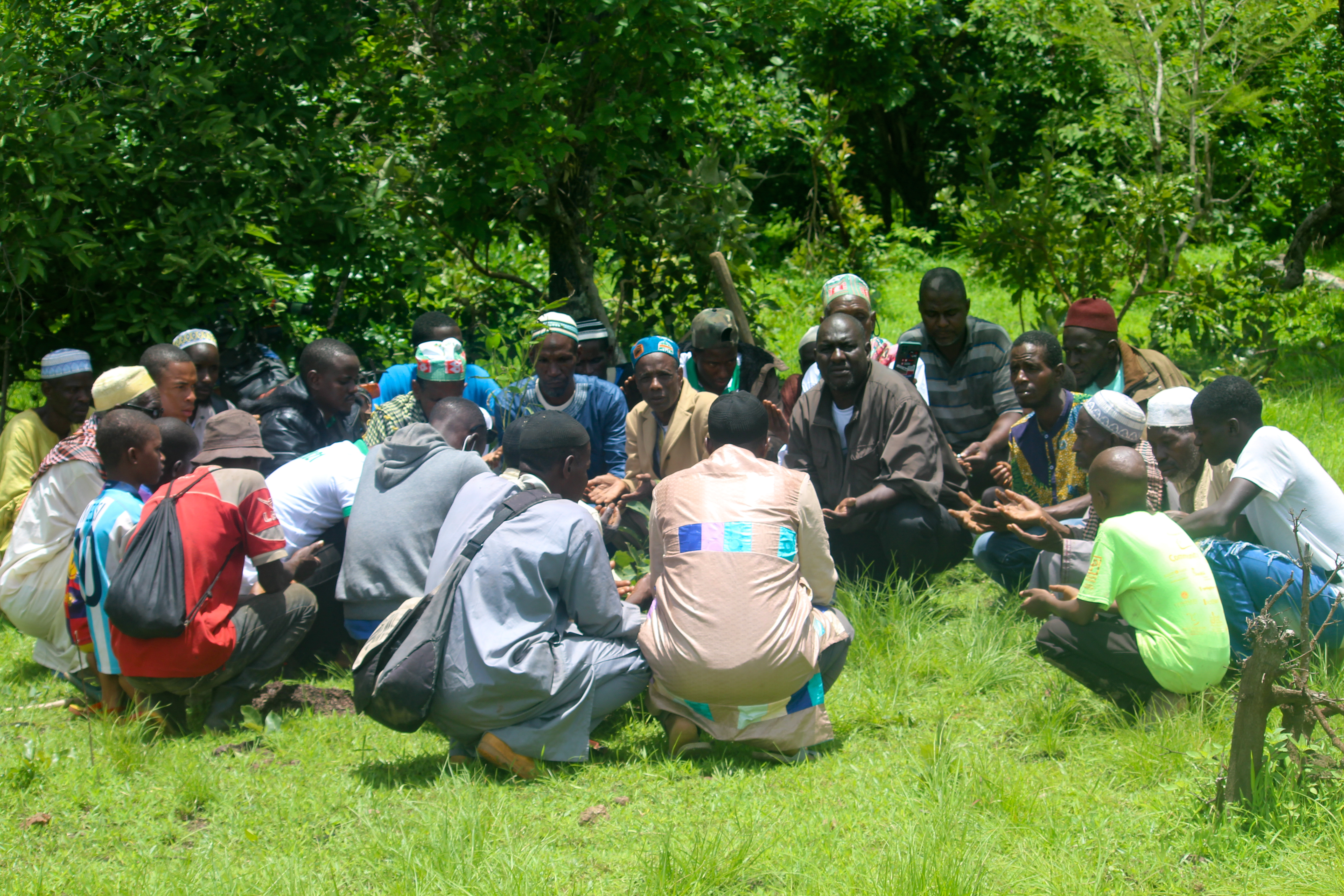
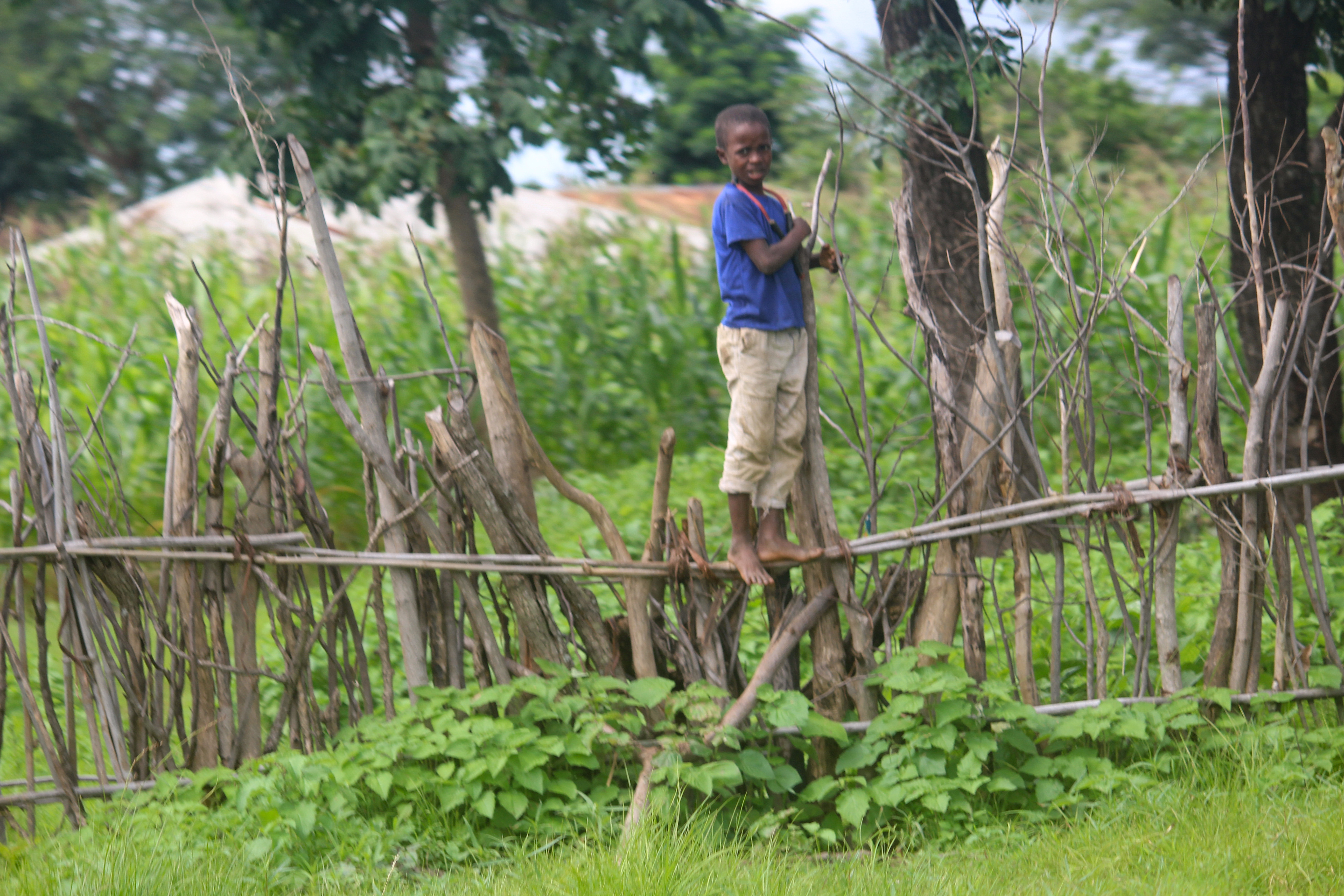
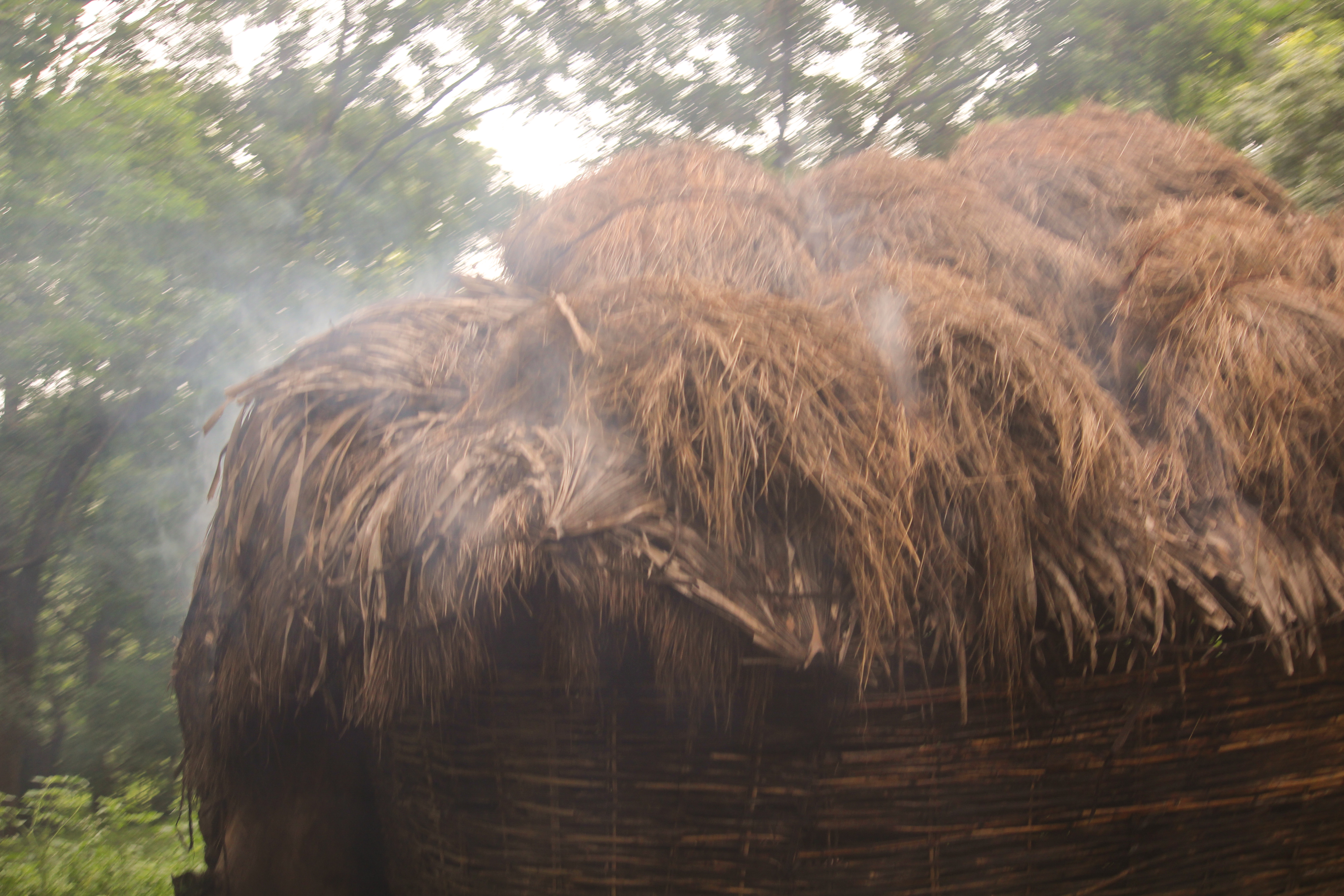